# Rafael Merry del Val
Rafael Merry del Val y Zulueta (ur. 10 października 1865 w Londynie, zm. 26 lutego 1930 w Watykanie) – hiszpański duchowny katolicki, dyplomata watykański, sekretarz stanu, kardynał, Sługa Boży.

## Życiorys
Był synem ambasadora hiszpańskiego w Anglii. Studiował w szkole jezuickiej w Namur (Belgia), w Kolegium św. Michała w Brukseli, Ushaw College w Durham oraz Papieskiej Akademii Szlacheckiej w Rzymie (watykańska szkoła dyplomacji). Przyjął święcenia kapłańskie 30 grudnia 1888 w Rzymie.
Otrzymał honorowe tytuły tajnego szambelana papieskiego (1891) i prałata domowego (1897). W 1897 pełnił funkcję delegata apostolskiego w Kanadzie.
W 1896 był sekretarzem komisji papieskiej, powołanej do zbadania ważności święceń udzielanych przez kościół anglikański. W październiku 1899 został mianowany prezydentem Papieskiej Akademii Duchownej w Rzymie. 19 kwietnia 1900 mianowany arcybiskupem tytularnym Nicei, otrzymał sakrę biskupią 6 maja 1900 w Rzymie z rąk kardynała Mariano Rampolli del Tindaro, sekretarza stanu. W 1901 reprezentował papieża na koronacji króla Anglii Edwarda VII.
Był sekretarzem konklawe zwołanego w 1903 po śmierci papieża Leona XIII. Nowy papież, Pius X, mianował go w sierpniu 1903 prosekretarzem stanu, a następnie w listopadzie t.r. wyniósł do godności kardynalskiej (z tytułem prezbitera św. Praksedy) i promował na pełnoprawnego sekretarza stanu. Merry del Val objął także funkcje prezydenta Papieskiej Komisji Administracji Dóbr Stolicy Świętej, prefekta Kongregacji Loreto oraz prefekta Pałacu Apostolskiego. W 1907 roku Franciszek Józef I nadał mu Krzyż Wielki Orderu Świętego Stefana.
Brał udział w konklawe w 1914 i ponownie w 1922. W październiku 1914 został archiprezbiterem bazyliki watykańskiej i prefektem Kongregacji Świętego Oficjum (sekretariat stanu przejął Domenico Ferrata, a następnie Pietro Gasparri). Kilkakrotnie powierzano mu funkcje legata papieskiego na uroczystości rocznicowe ku czci św. Franciszka z Asyżu oraz na prowincjonalny kongres katechetyczny w Umbrii.

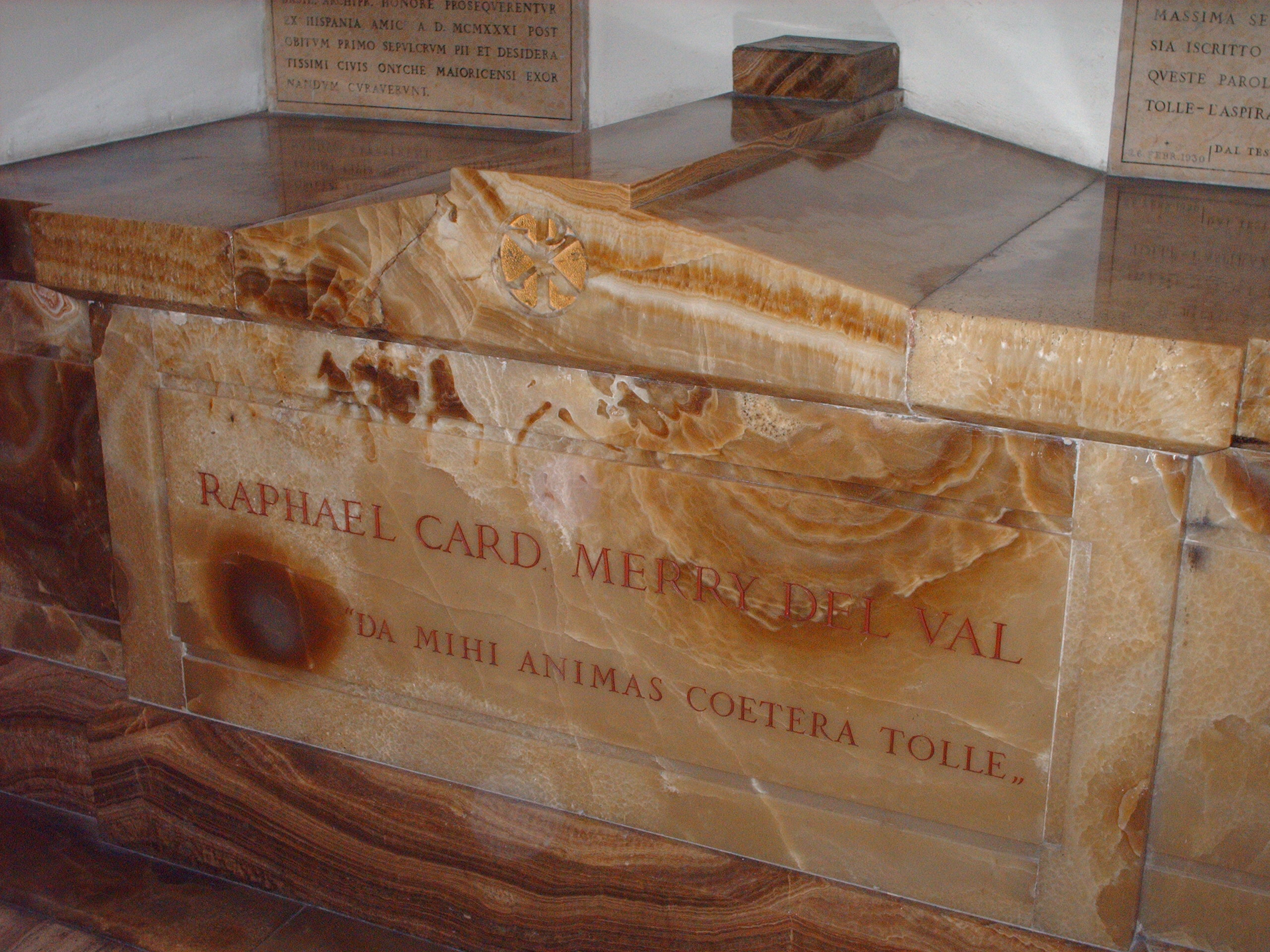
Grób kardynała Merry'ego del Vala w Grotach Watykańskich

W lutym 1953 otwarto jego proces beatyfikacyjny.